# Иммиграция во Францию
По официальным данным во Франции в 2006 году находилось 5,1 миллиона иммигрантов и 3,6 миллиона иностранцев. По оценкам на 2011 год 30 % населения Франции моложе 60 лет являлись иммигрантами в третьем поколении. По состоянию на 2018 год в общей сложности иммигранты и их прямые потомки составляли 14 миллионов человек (20,9 % населения Франции). По состоянию на 2019 год во Франции проживало 6,7 миллиона иммигрантов, составивших 9,9 % населения страны.
Следует отметить официальные французские определения терминов «иммигрант» и «иностранец»:
- иммигрантом является лицо, проживающее во Франции, не являющееся французским гражданином на момент рождения, рождённое вне территории Франции[5]. Таким образом, статус «иммигранта» присваивается человеку при первом пересечении границы на всю его жизнь;
- иностранцем является лицо, проживающее во Франции и не имеющее французского гражданства[6]. Таким образом, статус «иностранца» присваивается не на всю жизнь и может быть изменён в момент принятия лицом французского гражданства;

Ежегодно разрешение на въезд во Францию получают около 130 тысяч иностранцев — в это число не входят иммигранты из Европейского сообщества. Примерно половине из них разрешение выдается по причине воссоединения семей, то есть они близкие родственники иностранцев, легально проживающих в стране.
Ежегодно около 150 тысяч человек получают французское гражданство. Таким образом, количество иностранных граждан, проживающих во Франции, из года в год остается постоянным.

## Иммигранты во Франции

### Страны исхода иммигрантов
После войны этнический состав мигрантов неоднократно менялся с течением времени. В 1976 году по данным Фернана Броделя из 3,7 миллионов мигрантов было 22 % португальцев, 21 % алжирцев, 15 % испанцев, 13 % итальянцев, 8 % марокканцев, 4 % тунисцев, 1,5 % турок, 2,3 % выходцев с Африканского континента. На 1990 год численность мигрантов из африканских стран составляла 176 тысяч человек. По переписи 1999 года 35 % иностранцев во Франции были выходцами из стран ЕЭС, 31 % — из Магриба, 12 % — из «черной Африки», 17 % — из Азии и иных регионов мира.
По результатам исследования INSEE данных иммиграции 1990—1999 годов, основные источники притока мигрантов в современную Францию — это Алжир, Португалия (из каждой из этих стран во Францию приехало примерно по 580 тысяч человек), Марокко (520 тысяч), Италия (480 тысяч) и Испания (320 тысяч).
По регионам мира иммиграция распределяется следующим образом: 45 % иммигрантов приезжает во Францию из Европы (Португалия, Италия, Испания), 39 % из Африки (в том числе 30 % из Алжира, Марокко и Туниса), 13 % — из Азии и 3 % из Америки и Океании.

#### Североафриканская иммиграция
Североафриканская иммиграция берёт своё начало в конце XIX — начале XX в. К 1913 г. число магрибинцев составило 30 тыс. чел. К 1960 году во Франции жило 370 тысяч арабов-алжирцев. Замедление темпов естественного прироста населения и нехватка рабочей силы во Франции на фоне экономического подъёма вызвали необходимость привлечения иностранной рабочей силы. Главными сферами применения труда иммигрантов являются строительство (20 %), отрасли промышленности с применением поточно-конвейерного производства (29 %) и сфера обслуживания и торговли (48,8 %). Из-за низкой профессиональной подготовки выходцы из Северной Африки часто становятся безработными. В 1996 г. средний уровень безработицы среди иностранцев — выходцев из стран Магриба достигал 32 %. В настоящее время иммигранты из стран Магриба составляют более 2 % населения Франции и размещаются в основном в трёх районах страны с центрами в Париже, Лионе и Марселе.
Большое любопытство вызывает рождаемость разных групп мигрантов, стоит выделить этот вопрос отдельно.
Так, Бродель отмечал, что на середину 1970-х у выходцев из стран Магриба было по 5-6 детей в семье, у европейцев же меньше: у португальцев — 3,3, у испанцев — 2,5, у итальянцев — 2.. Бродель также сравнивает это с 3,32 у иностранцев в целом против 1,84 у французов и 1,93 у всего населения Франции. Это дает нам представление о рождаемости первого поколения магрибинских (и африканских) иммигрантов, сравнительно со вторым и третьим, которые превышают среднее уже менее значительно.
В 2015 году Мишель Трибалат дал новую оценку населения иностранного происхождения на 2011 год, по его оценкам, во Франции жило не менее 4,6 миллиона человек магрибинского происхождения.
Согласно же Гуго Лагранжу, сообщества Магриба на территории франции в течение трех, или даже четырех поколений представляет собой группу из почти шести миллионов человек, на 2015 год.
(слова «представляют собой группу» не случайны, а точно отражают действительность).
По данным этого же исследования, на 2011 год доля выходцев из Магриба трех поколений составила 8,7 % от населения Франции в возрасте до 60 лет .
Вообще же, согласно Insee, 16 % родившихся во Франции между 2006 и 2008 имели как минимум бабушку или дедушку, родившихся в Магрибе, в половине этих случаев это были отец или мать.
Политика воссоединения семей в середине 1970-х годов привела к феминизации состава иммигрантов. В 2008 году, 51 % иммигрантов составляли женщины, против 44 % в 1968 г.

### Принятие французского гражданства
Существует несколько вариантов получения французского гражданства. Французское гражданство автоматически присваивается:
- Детям, как минимум один родитель которого — француз. В частности усыновлённым детям, в момент их полного усыновления (фр. adoption plénière).
- Детям, рождённым во Франции, как минимум один из родителей которых родился во Франции. В том числе дети, родители которых неизвестны, родители которых не имеют или не могут передать своему ребёнку своего гражданства.
- По достижении совершеннолетия, детям, рождённым во Франции от родителей-иммигрантов, если на момент совершеннолетия они проживают во Франции, и находились во Франции как минимум 5 лет с момента достижения ими возраста 11 лет.

При некоторых условиях, французское гражданство может также быть присвоено:
- Иностранцам, супруг которых имеет французское гражданство.
- Иностранцам, подавшим досье о просьбе французского гражданства на рассмотрение компетентным органам.

В 2006 году около 150 тысяч иностранцев приняли французское гражданство. Из них:
- около 90 тысяч получило гражданство после подачи досье и рассмотрения его комиссией по присвоению гражданства;
- около 30 тысяч — в результате брака с французским гражданином;
- около 30 тысяч — иностранцы, рождённые во Франции, по достижении совершеннолетия (в том числе досрочно, начиная с 13 лет).

### Дети иммигрантов
Согласно французскому определению «иммигранта», дети иммигрантов, рождённые во Франции («иммигранты во втором поколении»), иммигрантами не являются, даже если у них нет французского гражданства (см. отличие понятий «иммигрант» и «иностранец»). Тем не менее, в 2009 году INSEE изучил детей иммигрантов в отдельном статистическом исследовании, из которого в частности следует (данные 2008 года):
- Во Франции насчитывается 3,1 миллиона людей от 18 до 50 лет, родившихся на территории Франции от родителей-иммигрантов. В том числе половина — до 30 лет.
- У 50 % оба родителя — иммигранты, у 20 % — только мать, у 30 % — только отец.
- У 50 % хотя бы один из родителей приехал из европейской страны. У 40 % — из африканской (в основном страны Магриба). Эта пропорция достигает 50 % для детей иммигрантов моложе 30 лет.
- 33 % детей иммигрантов проживает в Парижском регионе.
- 25 % детей иммигрантов, получивших французское гражданство, имеют как минимум ещё одно гражданство другой страны.
- Большинство детей выучило французский язык от родителей. Практически все (99 %) дети иммигрантов разговаривают со своими детьми («иммигрантами в третьем поколении») на французском языке.

В 2012 году INSEE и INED опубликовали результаты исследования детей иммигрантов Trajectoires et Origines, которые указывали на постепенный характер их интеграции во французское общество. В частности, в результатах исследований указывалось, что дети иммигрантов частично сохраняют культуру страны их родителей, более патриархальную и традиционную, чем культура современной Франции:
- 64 % детей иммигрантов не имели сексуального опыта до вступления в брак (по сравнению с 13 % у референтной группы — французов, оба родителя которых родились во Франции);
- 19 % детей иммигрантов жили под одной крышей со своим партнёром до свадьбы (48 % у референтной группы);
- 17 % детей иммигрантов продолжает жить в свободном союзе без брака (39 % у референтной группы);
- 32 % детей иммигрантов познакомились со своим будущим супругом при содействии родителей;
- 61 % детей иммигрантов вступает в брак с иммигрантами или детьми иммигрантов из страны рождения своих родителей, либо из страны близкой той географически и культурно (39 % вступило в брак, не соблюдающий это правило).

В то же время, по ряду характеристик дети иммигрантов не отличаются от референтной группы: тот же процент людей, использующих контрацептивы во время секса (60 %), одинаковое количество детей в семье, одинаковый процент работающих женщин.
Следует отметить, что французская статистика изучает «детей иммигрантов», но не внуков. Поэтому в точности неизвестно число внуков, то есть третьего поколения.

### Благосостояние иммигрантов
Согласно исследованию INSEE, средний уровень жизни иммигрантов существенно ниже среднего по стране. За небольшим исключением, это различие сохраняется в следующем поколении:
|                                                    | Процентная доля в населении страны | Средний уровень жизни | Процент находящихся за чертой бедности |
| -------------------------------------------------- | ---------------------------------- | --------------------- | -------------------------------------- |
| Французы, рождённые французскими родителями        | 83%                                | 22 810€               | 10,6%                                  |
| Дети иммигрантов                                   | 10%                                | 19 570€               | 21,1%                                  |
| ...родители которых — выходцы из европейских стран | 5%                                 | 22 550€               | 10,4%                                  |
| ...родители которых — выходцы из африканских стран | 3%                                 | 15 960€               | 33,5%                                  |
| ...родители которых — выходцы из прочих стран      | 2%                                 | 17 150€               | 30,8%                                  |
| Иммигранты                                         | 8%                                 | 17 820€               | 28,5%                                  |
| Всего                                              | 100%                               | 22 110€               | 13,0%                                  |

## Иммиграция во Францию

### Структура миграционной системы Франции
Вопросами приема мигрантов, предоставления правового статуса и социально-бытового обеспечения во Франции занимаются различные государственные, коммерческие и общественные организации:
- Высший Совет по интеграции, состоит из 9 членов, подчиняется правительству Франции, в его задачи входит подготовка рекомендаций по разработке и реализации политики интеграции. Председатель Совета г-жа Симон Вейль.
- Французское бюро помощи беженцам и апатридам (OFPRA) занимается вопросами рассмотрения ходатайств лиц, ищущих убежища, и предоставления статуса. Оно подчиняется МИД Франции, его директор одновременно является сотрудником МИД.
- Апелляционная комиссия (CRR), рассматривает заявления лиц, не согласных с отказом OFPRA в предоставлении им статуса беженца. Её возглавляет член Государственного Совета. Работа CRR строится по секциям, каждая из которых состоит из трех членов: профессионального судьи (обычно из Государственного совета или других административных судов), представителя Совета OFPRA и представителя УВКБ ООН.
- Специальный департамент Министерства труда и солидарности занимается практическими вопросами интеграции иностранных граждан и лиц без гражданства, а также разрабатывает политику интеграции. Департамент состоит из трех подразделений: первое ведает вопросами выдачи иностранцам разрешений на работу, второе — вопросами приема (воссоединения) семей иммигрантов и работы с общинами, третье — вопросами натурализации (находится в г. Нанте).
- Специальная служба помощи эмигрантам (SSAE), оказывает финансовую помощь всем лицам, ищущим убежища, до момента регистрации их ходатайств.
- Фонд социальных действий (FAS), занимается предоставлением пособий и финансовым обеспечением программ обучения иммигрантов. Деятельность FAS контролируется Министерством труда и солидарности. Министерством финансов. Директора FAS назначает правительство страны.
- Бюро по международной миграции (ОМI), государственный орган, осуществляющий выдачу разрешений иностранным гражданам, желающим работать во Франции, обеспечивающий обязательное медицинское обслуживание иммигрантов. Он осуществляет контроль за законностью использования иностранной рабочей силы, условиями проживания семей рабочих-иммигрантов. В его бюджет поступают средства, отчисляемые работодателями за использование иностранной рабочей силы, продление разрешений на работу, вызов семьи иностранного рабочего.
- Центры по приему лиц, ищущих убежища (CADA). В стране действуют 54 таких центра, рассчитанных на 3300 человек.
- Центры временного размещения лиц, получивших статус (СРН). Функционирует 35 центров временного размещения, способных принять 1240 человек.

### Легальная иммиграция

#### Трудовая иммиграция
Трудовая иммиграция во Францию ограничена: работодатель, желающий оформить разрешение на работу для иностранца, должен доказать, что никакой французский гражданин или уже проживающий во Франции иностранец не может заполнить соответствующую вакансию.
В 2009 году во Францию прибыло 23 650 трудовых иммигрантов, в том числе (по типу визы):
- 15 115 по стандартной рабочей визе (количество выданных виз удвоилось за предшествовавшие 5 лет)
- 4 530 сезонных рабочих (в основном сельскохозяйственные работы, после пика в 2008 году количество иммигрантов этой категории вернулось на прежний, стабильный уровень)
- 2 253 учёных
- 201 деятеля культуры
- 1 187 рабочих эмигранта без статуса работника[29]
- 364 «таланта»[30]

Отдельной категорией проходят 2 583 человека, получивших разрешение на работу в рамках урегулирования находящихся на территории Франции нелегальных рабочих.
Существуют две разновидности видов на жительство: на один год и на десять лет, оба с возможностью возобновления.

#### Семейная иммиграция
С 2009 года Франция вводит тест на знание французского языка и французских базовых ценностей для кандидатов на иммиграцию по семейным мотивам (брак с французским гражданином, воссоединение семьи). Не прошедшим тест (в качестве примера вопроса на знание французской культуры газета «20 минут» приводит вопрос «Может ли во Франции молодая женщина работать без разрешения мужа?») будут предложены 40-часовые курсы, рассказывающие кандидатам на иммиграцию о жизни во Франции, подготавливая тем самым их будущую интеграцию во французское общество.

#### Беженцы
В 1952 году Франция подписала Женевскую конвенцию 1951 года, регламентирующую предоставление политического убежища. Французская Конституция гарантирует право убежища гражданам всех стран, опасающихся преследований на родине. Человек, признанный беженцем, получает 10-летний вид на жительство.
Юридический статус беженца, признанный Французским бюро защиты беженцев и апатридов (OFPRA), в приложении к Женевской конвенции от 28 июля 1951 года распространяется на две категории лиц:
- К первой категории относятся все лица, отвечающие требованиям статьи 1 Женевской конвенции от 28 июля 1951 года относительно статуса беженца. В соответствии с этой статьёй беженцем может быть признано лицо, подвергающееся насилию или преследованию по расовому признаку, национальной принадлежности, вероисповеданию, языку, а также принадлежности к определенной социальной группе и политическим взглядам, вследствие которых оно вынуждено под угрозой жизни покинуть страну, в которой находится, и иммигрировать;
- Ко второй категории относятся все лица, преследуемые в результате своей деятельности в борьбе за свободу (согласно закону от 11 мая 1998 года, статья 29);

В 2003 году 9790 человек получило во Франции статус беженца. Из них 2388 европейских беженцев (в том числе 1058 — из России), 4313 — африканских, 2669 — азиатских.
Так и не посчитано, сколько «беженцев» прибыло во Францию в 2015. Мы только можем видеть, что в 2015 население Франции приросло на 500 тысяч (примерно) против обычных 300 ежегодно.
Официальные же данные не регистрируют никакого превышения миграции

### Нелегальная иммиграция

#### Борьба с нелегальной иммиграцией
Закон предусматривает меры борьбы с нелегальной иммиграцией: любой иностранец, находящийся на территории Франции без разрешающих документов, должен покинуть страну.
При этом французские власти имеют право предоставить вид на жительство любому нелегальному мигранту по причинам гуманитарного характера. Данный принцип был подтвержден Государственным советом — высшей судебной инстанцией по вопросам иммиграции. Подобное решение должно носить исключительный характер и приниматься на индивидуальных основаниях.
Самым ярым противником процессов не только нелегальной, но и иммиграции по сути является партия Национальный фронт во главе с Марин Ле Пен.

#### Амнистия
Дважды за современную историю французское правительство проводило широкомасштабные «амнистии», регулируя положение большого числа
нелегальных мигрантов. Первая амнистия была проведена в 1982 году после победы социалиста Ф. Миттерана на президентских выборах. Решение о второй крупной амнистии было принято в 1997 году после победы коалиции социалистов и коммунистов на парламентских выборах, когда премьер-министром стал Лионель Жоспен.